# 吉多·阿克林
吉多·阿克林（德語：Guido Acklin，1969年11月21日—），瑞士男子雪车运动员。他曾代表瑞士参加1994年、1998年和2002年冬季奥林匹克运动会雪车比赛，其中1994年冬季奥运会获得一枚银牌。